# Paradigm
För andra betydelser, se Paradigm (olika betydelser).
Paradigm menar en förebild, ett idealexempel eller mönster inom vetenskapen. Termen myntades av fysikern och vetenskapshistorikern Thomas Samuel Kuhn. Enligt Kuhn avgör ett paradigm bland annat:
- vilka frågor som skall ställas och inte ställas
- vilka svar som är relevanta (vilka resultat som kan förväntas)
- hur experiment skall utföras

## Användning
Begreppet används mångtydigt, även av Kuhn själv. Margaret Masterman menade sig vid en analys av Kuhns verk De vetenskapliga revolutionernas struktur 1962 ha kunnat fastställa inte mindre än 22 olika betydelser i vilka Kuhn använt ordet paradigm. Dock fastställde Kuhn senare, i artikeln Second thoughts on paradigms i skriften Essential tension (1977), två grundbetydelser av paradigm - den smala betydelsen och den breda betydelsen. Enligt den smala betydelsen är ett paradigm de gemensamma övningar som studenter måste genomgå i sin utbildning för att till exempel bli doktor i ett ämne. Enligt den breda betydelsen är ett paradigm den kunskap som forskarna i en forskningsdisciplin räknar som fakta. Kuhn menade att det är den smala betydelsen som är den viktigaste, men ordet paradigm betecknar idag oftast den breda betydelsen.

## Paradigmskifte
När det inom ett paradigm har uppstått en kritisk massa anomalier kan en vetenskaplig revolution ske, ett paradigmskifte. I paradigmskiftet finns det en irrationalitet. Paradigm är ojämförbara, inkommensurabla, varför ett paradigm inte kan sägas vara mer adekvat än ett annat då dessa måste bedömas utifrån en position i ett paradigm. 

### Exempel
Ett tacksamt exempel är hur Newtons klassiska mekanik ersätts med Einsteins relativitetsteori.
Det bör dock påpekas att Newtons anammande av det absoluta rummet ofta ställdes mot en relativistisk syn långt innan Einstein, av bl.a. Gottfried Wilhelm von Leibniz (1600-talet), Immanuel Kant (1700-talet) och Ernst Mach (1800-talet). Detsamma gäller också till exempel Kopernicus' heliocentriska världsbild; han hade föregåtts av Nicolaus Cusanus som i sin tur föregåtts under antiken av Aristarchos och (delvis) Arkimedes. Motståndet mot den heliocentriska världsbilden var dessutom mer religiöst än intellektuellt betingat. Det finns skäl att ifrågasätta om paradigmskiften verkligen är så kritiska skeenden som Kuhn gör gällande, eftersom det ofta redan existerar en medvetenhet om alternativa förklaringsmöjligheter.

## Exempel på paradigm i Kuhns mening
- Flogistonkemin enligt Georg Ernst Stahl, vilken gjorde anspråk på att förklara varför metaller är så lika varandra
- Syrekemin enligt Antoine Laurent de Lavoisier, vilken inte gjorde anspråk på att förklara likheter mellan olika metaller
- Aristoteles lära om fallande föremål
- Galileos lära om pendelrörelser
- Newtons lära om massa och rörelser
- Einsteins lära om massa, energi och rörelser
- Ptolemaios geocentriska astronomi
- Kopernikus heliocentriska astronomi
- Darwins evolutionsteori